# 동부난쟁이갈라고속
동부난쟁이갈라고속(Paragalago)은 갈라고과에 속하는 영장류 속이다. 동아프리카에 사는 7종의 곡비원류로 이루어져 있다. 이전에는 난쟁이갈라고속(Galagoides)으로 분류했지만, 유전학적 증거에 기초하여 별도의 속으로 옮겨졌고 발성음과 형태학적 차이로 지지되고 있다. 3종의 서부난쟁이갈라고는 서부난쟁이갈라고속(Galagoides)에 남아 있다.
이 두 속은 자매군이 아니고 평행 진화를 통해 작은 크기와 일부 형태학적 유사성을 갖게 진화한 것으로 추정되며 동부난쟁이갈라고속 종이 더 큰 경향이 있다. 동아프리카 지구대로 분리되어 있다. 동부난쟁이갈라고속의 자매군은 실제로는 크기가 작은 갈라고인 작은갈라고속이다.

## 하위 종
- 케냐해안갈라고 (P. cocos)
- 그랜트갈라고 (P. granti)
- 말라위갈라고 (P. nyasae)
- 잔지바르갈라고 (P. zanzibaricus)
- 울루구루갈라고 (P. orinus)
- 론도갈라고 (P. rondoensis)